# Aristida brasiliensis
Aristida brasiliensis là một loài thực vật có hoa trong họ Hòa thảo. Loài này được Longhi-Wagner mô tả khoa học đầu tiên năm 1992.